# Iglesia de la Visitación (San Petersburgo)

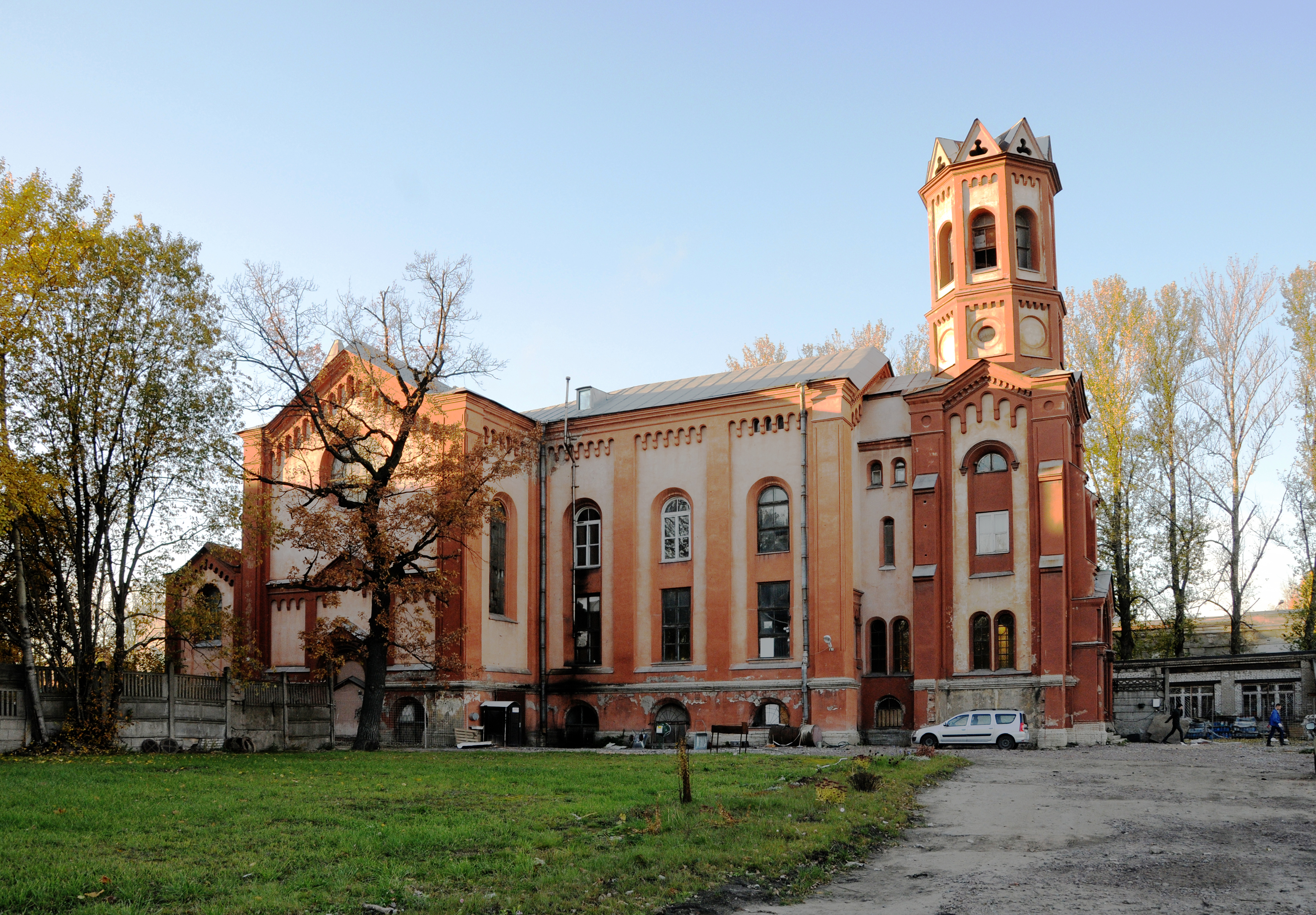
Vista de la iglesia, 2014

La iglesia de la Visitación o más formalmente iglesia de la Visitación de la Santísima Virgen María (en ruso: Храм Посещения Пресвятой Девой Марией Елизаветы) es una iglesia católica en San Petersburgo dependiente del decanato noroeste de Rusia, que su vez depende de la Arquidiócesis Católica de Moscú. Se encuentra en la calle 21 Mineralnaïa y es administrada por los sacerdotes de la Sociedad del Verbo Divino.
En 1852 el clero católico recibió aprobación a su solicitud en la capital imperial para abrir un cementerio católico, que fue otorgado por el zar Alejandro II en 1856 con el derecho a construir una capilla. Una tierra excéntrica se adquirió en el distrito de Vyborg, al norte de los límites de la ciudad, en la orilla derecha del río Neva y los planes de la capilla se encomendaron al arquitecto Nicolas Benois (de 1813 hasta 1898).
La primera piedra fue bendecida el 2 de julio de 1856 y la obra tendrá una duración de tres años. Fue dedicada a la Asunción de la Santísima Virgen María en 1859 por el obispo Zylinski.